# John Densmore

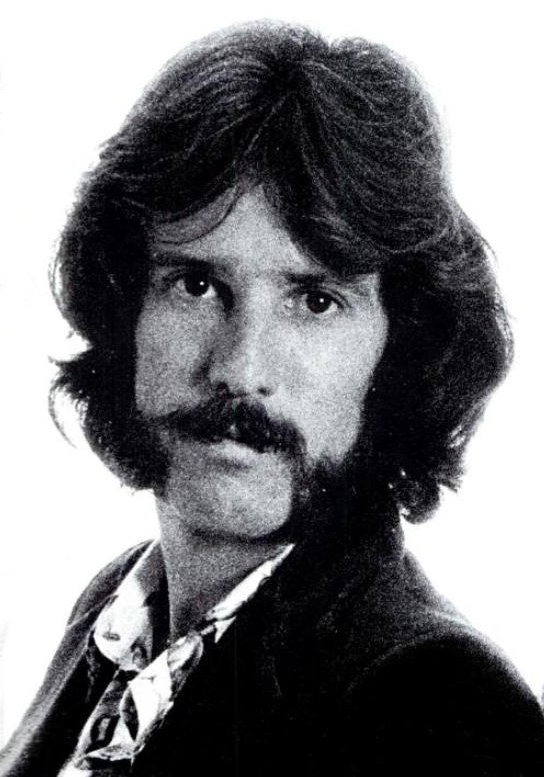
John Densmore, 1971

John Paul Densmore (n. 1 decembrie 1944) este un muzician, compozitor, dansator, actor, dramaturg și scriitor american. Este cel mai cunoscut în calitatea sa de baterist sau toboșar al trupei de rock psihedelic The Doors din 1965 până în 1973, fiind membru fondator al grupului muzical american împreună cu Jim Morrison (voce), Ray Manzarek (clape) și Robby Krieger (chitară). A fost influențat de muzica jazz, fiind fan al bateristului Elvin Jones (din formația lui John Coltrane) din adolescență. De asemenea, John Densmore a fost influențat de Art Blakey la tobe. A scris 3 cărți, dintre care 2 despre viața sa de artist în cadrul formației The Doors.

## Biografie
A copilărit în sudul Californiei, fiind născut la Los Angeles. A cochetat cu muzica de mic, luând lecții de pian și clarinet. Ulterior, a ajuns baterist sau toboșar, fiind influențat de muzica jazz în adolescență.

## Activitatea în grupul muzical The Doors

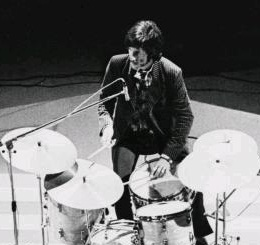
John Densmore cântând live la tobe cu The Doors în turneu în Copenhaga, Danemarca în 1968

John Densmore este unul dintre cei patru membrii fondatori ai grupului american de muzică rock The Doors (anterior acesta cântând în formația proto-Doors Rick & the Ravens în 1965 până când grupul și-a schimbat numele în The Doors după venirea lui Robby Krieger la chitară în formație). A cântat la tobe respectiv percuție în această formație din 1965 până în 1973, având contribuții pe toate cele trei albume post-Morrison, mai precis Other Voices (1971), Full Circle (1972) respectiv An American Prayer (1978). Pe cele două albume de studio post-Morrison, mai precis Other Voices respectiv Full Circle, John Densmore are contribuții de backing vocals de asemenea.
Interesul sporit pe care John Densmore și clăparul/pianistul formației Ray Manzarek l-au avut față de jazz a făcut ca grupului muzical The Doors să îi fie atribuit un sunet de acid jazz, pe lângă cele de blues rock și rock psihedelic, pronunțat cel mai notabil pe ultimul album de studio al formației intitulat L.A. Woman, lansat în anul 1971. Anterior, datorită inspirației lui John Densmore, piesa hit arhicunoscută Light My Fire are un beat latino. Pe piesa Break On Through (To The Other Side), Densmore cântă la tobe un beat bossa nova.